# Стрельцово (Калининградская область)
Стрельцово — посёлок в Гурьевском городском округе Калининградской области. Входил в состав Низовского сельского поселения (упразднёно в 2014 году).

## История
Поселение Норийн было основано в 1258 году, позднее название приняло форму Норгенен.
В 1946 году Норгенен был переименован в поселок Стрельцово

## Население
| 2002 | 2010 |
| ---- | ---- |
| 19   | ↘15  |

В 1910 году в проживало 103 человека, в 1933 году — 187 человек, в 1939 году — 175 человек.